# Jigorō Kanō
Pour les articles homonymes, voir Kano.
 (juin 2016).
Jigorō Kanō (嘉納 治五郎, Kanō Jigorō), né le 10 décembre 1860 à Kobe et mort en mer le 4 mai 1938, est un éducateur japonais, fondateur du judo.
Le judo est le premier art martial japonais à avoir obtenu une reconnaissance internationale, et le premier à avoir intégré les Jeux olympiques. Kanō est à l'origine d'innovations pédagogiques telles que l'utilisation des ceintures noires et blanches, et l'introduction du système des grades Dan pour marquer la différence de niveau entre pratiquants d'un art martial. Les maximes suivantes lui sont généralement attribuées : « Minimum d’effort, maximum d’efficacité » et « Entraide et prospérité mutuelle ».
Dans sa vie professionnelle, Kanō était enseignant. Il fut notamment directeur de l'enseignement primaire pour le ministère de l'Éducation entre 1898 et 1901, puis président de la Tokyo Higher Normal School de 1901 à 1920. Il a joué un rôle majeur pour que le judo et le kendo entrent dans le programme des écoles publiques japonaises dans les années 1910. Par ailleurs, il fut le premier membre asiatique du Comité international olympique (CIO) de 1909 à 1938 ; il représenta officiellement le Japon à la plupart des Jeux olympiques tenus entre 1912 et 1936 et il fut porte-parole pour la candidature du Japon aux Jeux de 1940.

## Biographie

### Jeunesse
Jigorō Kanō naquit dans le quartier de Mikage à Kobe, à l'aube de l'ère Meiji, le 10 décembre 1860 (le 28e jour du 10e mois de l'ère Man'en, ce qui mènera à la célébration de son anniversaire le 28 octobre) dans une famille de cinq enfants (trois garçons et deux filles) ; il était le troisième fils de Jirosaku Mareshiba Kanō, un brasseur de saké et sa femme, Sadako.
Il grandit dans un milieu « privilégié ».
À neuf ans, il perdit sa mère. Son père fut alors nommé à Tokyo.
Collégien puis étudiant brillant, il s'intéressa de près à la culture occidentale. Jigorō Kanō arriva à l'université impériale de Tokyo en 1871 où il suivit de brillantes études à la faculté des sciences politiques et des lettres. À l'université, un de ses professeurs qui le marqua le plus fut Ernest Fenollosa.
N'étant pas doté par la nature d'une musculature impressionnante, il commença par s'essayer à l'athlétisme, au tennis, ou encore au baseball mais il n'y trouva pas ce qu'il recherchait.

### Genèse du judo
Il décide de pratiquer le jujitsu pour développer son corps.
Il commence à l'étudier en 1877 et en apprend alors les premiers rudiments. Très appliqué, persévérant et soucieux des techniques, il maîtrise rapidement plusieurs styles de jūjutsu , dont ceux de l'école (koryū) Tenjin Shin'yō-ryū avec Hachinosuke Fukuda puis Masamoto Iso et de l'école Kitō-ryū avec Tsunetoshi Iikubo. Il conserve les points forts de ces deux écoles et étudie « les autres écoles pour compléter les éléments qui leur manquaient ».
Pour enrichir son étude, il récupére les manuscrits des samouraïs, à partir desquels il développera le principe fondamental qu’il étendra par la suite : Seirioku Zenyo, c’est-à-dire, un minimum d’énergie pour une efficacité maximale.
C'est en 1882 qu'il fonde le Kōdōkan, « bâtiment pour l'enseignement de la voie », dans le petit temple Eishoji, dans le quartier de Shitaya (aujourd'hui Taitō (Tokyo)) . Neuf élèves le fréquentent alors. Il y élabore le premier art martial moderne dont l’objectif n’est plus de combattre victorieusement ni de se combattre soi-même mais d’élever l’homme pour servir l’humanité. C’est ainsi qu’il créa le Jūdō Kōdōkan en 1882, une année seulement après avoir obtenu son diplôme de l’université impériale de Tokyo dans différentes spécialités. Il n’a que vingt-deux ans.
Kanō désire adapter le jujitsu à la nouvelle ère. Le jūjutsu est un ensemble de techniques de combat à mains nues utilisées par les samouraïs sur le champ de bataille : sa seule vocation est de mettre, vite et bien, un attaquant hors d'état de nuire. Kano cherche à le transformer en un moyen d'éducation du corps et de l'esprit « adapté à l'éducation de toute une nation ». Il renomme sa discipline de  jūjutsu  (technique/art de la souplesse) à Ju-Do (voie de la souplesse), et fonde ainsi ce qui est probablement le premier budō moderne. D'autres maîtres suivront en effet son exemple, transformant leur art de « technique » en « voie ».
Le terme « souplesse » est à prendre au sens de « non-résistance » ou « adaptation ». Le principe est de ne pas chercher à résister à ce que veut faire le partenaire / adversaire mais de céder afin d'utiliser cette force pour soi. Ce principe aurait été inspiré par l'observation de la végétation sous la neige, en constatant que « c'est en pliant que la souple branche de cerisier se débarrasse de l'adversaire hivernal dont le poids brise les branches rigides ».

### 1883 - 1899
En 1883, il déménage. Il ouvre une école d'anglais à Jimbō-chō (Tokyo) et utilise un entrepôt attenant comme dōjō. Il déménage encore quelques mois plus tard à Kōjimachi (Tokyo).
En 1884, il n'y a toujours que 10 élèves au Kodokan. Kanō avait à peu près le même âge que ses élèves.
Le succès arrive vers 1885 avec une cinquantaine de pratiquants.
Dans les années qui suivent, les judokas se distinguent dans des tournois de la Police nationale.
En 1889, il part en bateau pour une tournée en Europe de l'Ouest afin d'étudier le système éducatif occidental.
En 1891, il est de retour dans sa patrie. Il part à Kumamoto, dans le sud du Japon, pour y travailler comme directeur d'école. Il dirige l'école où vient enseigner l'écrivain britannique Lafcadio Hearn.
Il rentre à Tokyo en 1893. Il y occupe de hautes fonctions dans l'enseignement.

### Ministère de la Guerre
Le 1er juillet 1899, il est nommé au ministère de la Guerre comme président du Centre d’étude des arts militaires japonais, à la suite du rattachement des arts martiaux (dont le judo) au ministère. Les liens entre le judo et la politique furent, à cause de la position de Jigorō Kanō et de ses relations influentes, pendant longtemps étroits.

### 20èmesiècle
Au début de ce nouveau siècle, il part en Chine, pour s'enrichir encore au contact d'un système éducatif différent.
En 1908, la pratique du kendo et du judo devient obligatoire dans les écoles secondaires.
Kanō est nommé premier membre japonais du Comité international olympique.
Dans les années 1910 et 1920, il voyage et enseigne, toujours.
En 1929, il rencontre un autre pacifiste, érudit et poète, le prix Nobel de littérature Rabindranath Tagore.

Il passera la fin de sa vie à voyager, jusqu'à son dernier souffle.

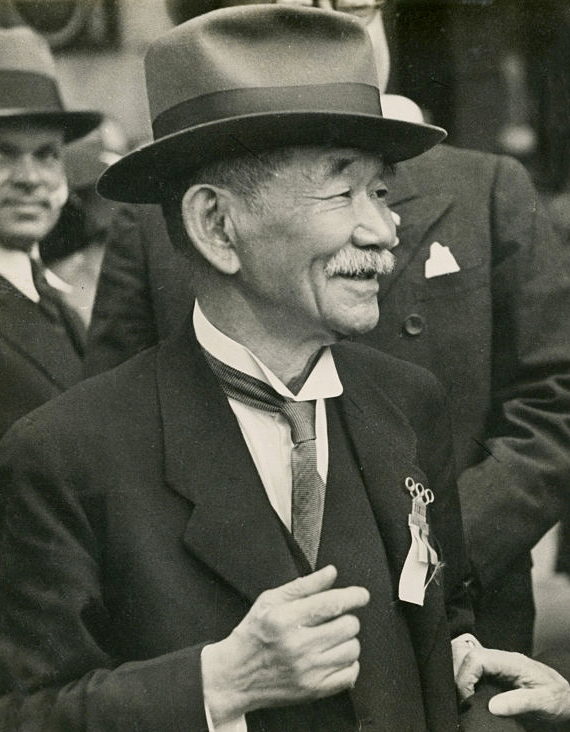
À 75 ans, à l'hôtel Adlon (Allemagne), vêtu à l'occidentale.

### Décès et héritage

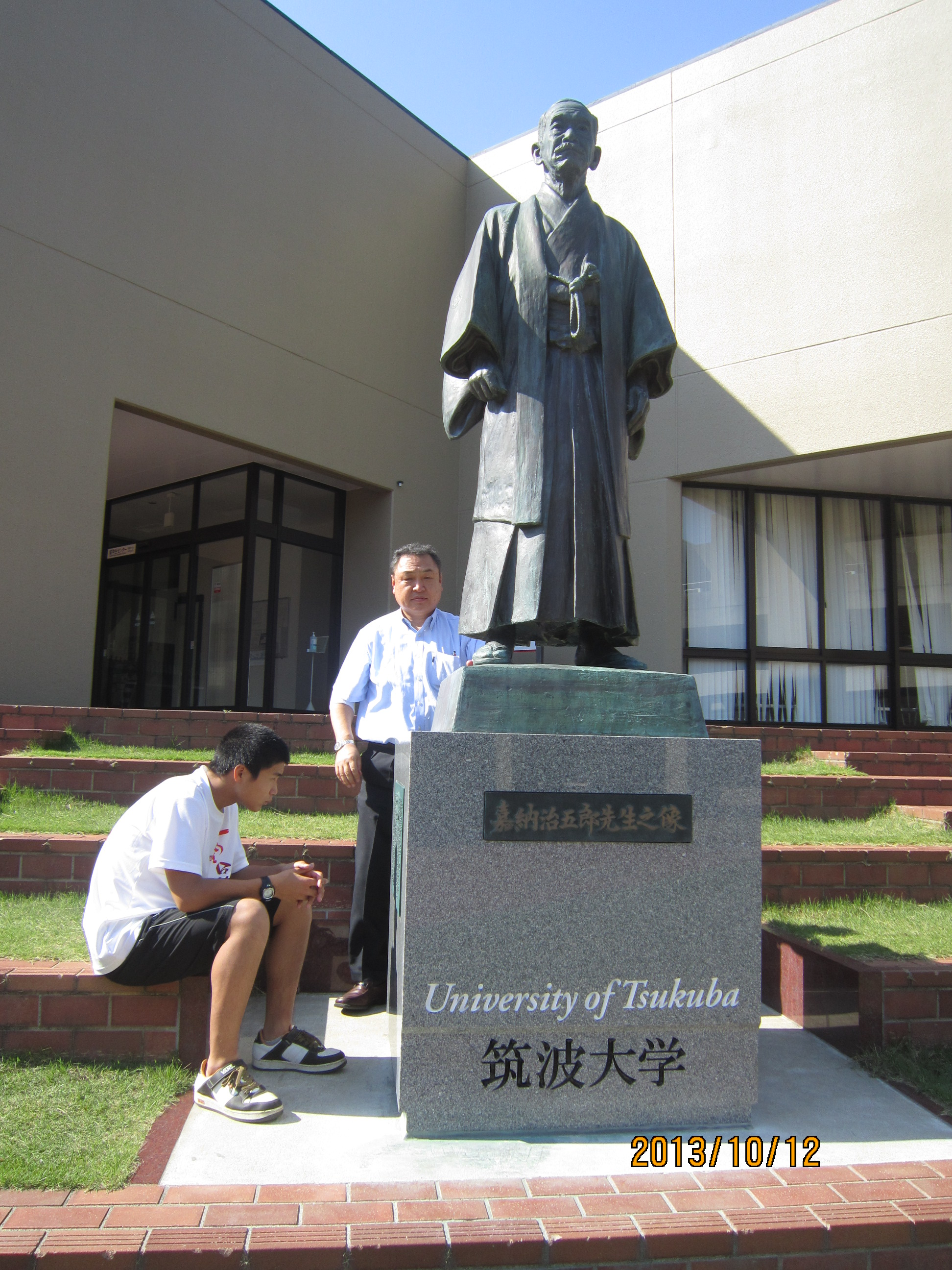
Statue de Jigorō Kanō.

En 1934, Kanō arrête de faire des apparitions publiques à cause de problèmes de santé, probablement des calculs rénaux[réf. nécessaire]. La judokate anglaise Sarah Mayer (en) écrit alors : « On ne pense pas qu'il vivra encore longtemps ». Cependant, Kanō continue à venir à d'importants événements du Kodokan comme le Kagami biraki (Cérémonie du Nouvel An), et continue à faire en sorte que le judo devienne un sport olympique.[réf. nécessaire]
Jigorō Kanō meurt à 6 heures 30 du matin, le 4 mai 1938, d'une pneumonie, sur le paquebot de la NYK Line Hikawa Maru, en rentrant du Caire.
Jigorō Kanō n'a jamais eu de grade ; en tant que fondateur et directeur de l'école de la voie (Kōdōkan), il avait pour charge d'attribuer les grades (ou rangs) à ses disciples. Après sa mort , une rumeur raconte que , Jiro Nango, son neveu et successeur à la tête du Kodokan, aurait décidé de lui attribuer le 12e dan à titre posthume en 1940[réf. nécessaire] (année où auraient dû avoir lieu les Jeux olympiques à Tokyo, dont Kano avait été porte-parole de la candidature japonaise).

### Vie privée
Il se maria en 1891, vers l'âge de 31 ans, avec Sumako Takezoe, fille de Seisi Takezoe qui était ambassadeur du Japon en Corée. Ils eurent neuf enfants, six filles et trois garçons[réf. nécessaire].

## Citations
- « Rien sous le ciel n'est plus important que l'éducation : l'enseignement d'un maître de valeur peut en influencer beaucoup et ce qui a été appris correctement par une génération pourra être transmis à cent générations[3]. »
- « La guerre n'est jamais une bonne chose[3]. »

### Kanō, Jigorō (1860-1938)
- Jigorō Kanō (trad. de l'anglais par Thierry Plée, Valérie Melin), Judo Kodokan : la bible du judo [« Kodokan judo »], Noisy-sur-École, Budo éd., 2006, 262 p. (ISBN 2-84617-078-9)
- Du judo et de sa valeur éducative comme pédagogique (texte de 1889 introduit, traduit et commenté par Yves Cadot, Metatext, Textes essentiels, 2013 -  (ISBN 9791091766005))
- Jigorō Kanō et Naoki Murata (Éditeur scientifique) (trad. de l'anglais par Josette Nickels-Grolier), L'essence du judo [« Mind over muscle : writings of the founder of judo »], Noisy-sur-École, Budo éd., 2007, 141 p. (ISBN 978-2-84617-242-4)

### Autres auteurs
- John Stevens et Thierry Plée (Éditeur scientifique) (trad. de l'anglais par Thierry Plée), Les trois maîtres du budō : l'histoire des trois fondateurs des arts martiaux : Jigorō Kanō, judo, Gichin Funakoshi, karate-dō, Morihei Ueshiba, aikido [« Three budo masters »], Noisy-sur-École, Budo éditions, 2024, 175 p. (ISBN 978-2-84617-955-3).

## Distinctions
- : 1re classe (Grand Cordon) de l'ordre du Soleil Levant ;
  -  : 3e classe (commandeur) de l'ordre du Soleil Levant  obtenue en 1938;

### Émission de Radio
- Delphine Chaume, « Jigoro Kano, la voie de la souplesse » [audio], sur Radio France, France Culture, Les maîtres de l'esprit, Une histoire particulière, 17 juin 2018.